# Песчаная галька
«Песчаная галька» (другое название — «Канонерка») (англ. The Sand Pebbles) — американская военная драма режиссёра Роберта Уайза, снятая по одноимённому роману Ричарда МакКенны в 1966 году. В главных ролях Стив Маккуин,  Ричард Аттенборо, Ричард Кренна, Кэндис Берген и Эммануэль Арсан. Действие фильма происходит в 1920-е годы, во время Гражданской войны в Китае.

## Сюжет
1926 год. Опытный, но неуживчивый моряк Джек Холман переводится на службу механиком на американскую канонерку «Сан-Пабло», патрулирующую реку Янцзы в охваченном гражданской войной Китае. В Шанхае он знакомится с белой учительницей Ширли, но они расстаются, так как она отправляется в провинцию работать в христианской миссии на озере Дунтинху.
На старенькой «Сан-Пабло», получившей от матросов прозвище «Песчаная галька», Джек с трудом находит общий язык как с суровым капитаном Коллинзом, так и с обслуживающей корабль партией местных кули, с одним из которых, смышлёным По-Ханом, ему удаётся подружиться. В Чанша, расположенном на притоке Янцзы Сянцзяне, его добросердечный приятель Френчи влюбляется в девушку-китаянку Майли, и Джек помогает ему выкрасть её из публичного дома, где её собирались выставить на аукцион. 
Френчи и Майли венчаются, тем временем в городе стремительно накаляется обстановка, и захватившие власть националисты зверски расправляются с захваченным в порту По-Ханом. Тайно навещающий молодую жену Френчи заболевает и скоропостижно умирает, а беременная Майли вынуждена спасаться от разъяренной толпы, обвиняющей её в коллаборационизме, и исчезает. Революционные китайские власти затевают провокацию против Джека, обвинив его в убийстве пропавшей Майли, но капитан блокированной повстанцами в порту канонерки отказывается его выдать. 
Наступает март 1927 года, вода в реке Сянцзян прибывает, а экипажу «Сан Пабло» становится известно о Нанкинском инциденте. С большим трудом и колоссальными потерями американским морякам удаётся прорваться с боем через озеро Дунтинху, чтобы эвакуировать поселившихся на его берегу миссионеров, которым угрожает резня. Но добравшись до миссии, где работает Ширли, Джеку удаётся спасти её, лишь заплатив за это собственной жизнью и жизнью капитана.

## Создание
Режиссёр Роберт Уайз планировал начать производство фильма «Песчаная галька» в течение нескольких лет, но кинокомпании отказывались финансировать картину. В итоге, фильмом заинтересовалась кинокомпания «20th Century Fox Film Corporation», незадолго до этого выпустившая фильм «Звуки музыки».
На создание канонерки компанией было потрачено 250 тысяч долларов. Работающая на дизельных двигателях лодка «Сан-Пабло» была построена в Гонконге. После съемок фильма она была продана на Дальний Восток в одну строительную фирму.
Фильм «Песчаная галька» был хорошо принят критиками  и получил коммерческий успех. Кроме того, картина получила сразу восемь номинаций на премию «Оскар» и в номинации «Лучшая мужская роль второго плана» выиграла премию «Золотой глобус».

## Историческая основа
Прототипом канонерской лодки «Сан-Пабло» стали корабли Патрульного отряда реки Янцзы ВМС США, действовавшего с 1854 по 1949 год. В описываемое время они представляли из себя вооружённые пароходы типа «Элькано» или «Вильялобос», захваченные на Филиппинах в ходе испано-американской войны 1898 года, имевшие более крупные размеры, длину около 50 и ширину около 8 метров, а также более мощное вооружение из четырёх 100-мм морских орудий, двух мелких пушек и нескольких ручных 7,62-мм пулемётов Браунинга. В ряде западных киноведческих изданий прототипом «Сан-Пабло» ошибочно называется ещё более крупная (длина 58 м, ширина 8,8 м) канонерская лодка «Панай», в реальности поступившая на службу лишь в сентябре 1928 года, в ноябре 1937 года эвакуировавшая американскую дипломатическую миссию из Нанкина, но спустя месяц потопленная японской военной авиацией.

## В ролях
- Стив Маккуин — Джек Холман
- Ричард Аттенборо — Френчи Бергойн
- Ричард Кренна — капитан Коллинз
- Кэндис Берген — Ширли Эккерт
- Эммануэль Арсан (под именем Марайя Андриан) — Майли
- Мако — По-Хан
- Ларри Гейтс — Джеймисон
- Чарльз Робинсон — Борделлс
- Саймон Оукленд — Ставски
- Джо Тёркел — Бронсон
- Гэвин Маклауд — Кросли
- Гас Триконис — Ресторфф
- Джеймс Хонг — Виктор Шу
- Ричард Ло — майор Чин
- Бела Кво — Мама Чунг

## Награды и номинации
- 1967 — 8 номинаций на премию «Оскар»: лучший фильм (Роберт Уайз), лучший актер (Стив Маккуин), лучший актер второго плана (Мако), лучшая оригинальная музыка к фильму (Джерри Голдсмит), лучшая операторская работа в цветном фильме (Джозеф Макдональд), лучший художник-постановщик (Борис Левен), лучший монтаж (Уильям Рейнольдс), лучший звук (Джеймс Коркоран).
- 1967 — премия «Золотой глобус» за лучшую мужскую роль второго плана (Ричард Аттенборо), а также 7 номинаций: лучший драматический фильм, лучший режиссёр (Роберт Уайз), лучший сценарий (Роберт Андерсон), лучший актер в драме (Стив Маккуин), лучший актер второго плана (Мако), лучший дебют актрисы (Кендис Берген), лучшая оригинальная музыка к фильму (Джерри Голдсмит).
- 1967 — номинация на премию Гильдии режиссёров США за лучшую режиссуру художественного фильма (Роберт Уайз).
- 1967 — номинация на премию Гильдии сценаристов США за лучшую американскую драму (Роберт Андерсон).